# Parantica davidi
Hổ David (Parantica davidi) là một loài bướm giáp thuộc phân họ Danainae. Đây là loài đặc hữu của Philippines.